# Piotr Tuszyński
Piotr Tuszyński (ur.: 3 maja 1955 w Warszawie) – polski brydżysta, Arcymistrz Światowy (PZBS) oraz World Grand Master (WBF), European Grand Master, European Champion w kategorii Open (EBL), Instruktor PZBS, zawodnik drużyny Latteria Tinis - Steinpol Rzepin 1.
Opracował konwencję licytacyjną 2 Karo Tuszyńskiego.

## Wyniki brydżowe

### Rozgrywki krajowe
W rozgrywkach krajowych zdobywał następujące lokaty:
| Drużynowe mistrzostwa Polski | Drużynowe mistrzostwa Polski | Drużynowe mistrzostwa Polski |
| Sezon                        | Drużyna                      | Pozycja                      |
| ---------------------------- | ---------------------------- | ---------------------------- |
| 2007/08                      | Praterm Warszawa             | 3                            |
| 2005/06                      | Praterm Warszawa             | 3                            |
| 2004/05                      | Praterm Warszawa             | 3                            |
| 2003/04                      | Praterm Warszawa             | 3                            |
| 2002                         | Relpol-Praterm Warszawa      | 1                            |
| 1999                         | Unia Winkhaus Leszno         | 1                            |
| 1998                         | Silesia Gliwice              | 2                            |
| 1997                         | Silesia Gliwice              | 1                            |
| 1995                         | EKO Montex Łaziska           | 1                            |
| 1994                         | UNTS Warszawa                | 1                            |
| 1992/93                      | UNTS Warszawa                | 1                            |
| 1990/91                      | UNTS Warszawa                | 3                            |
| 1988/89                      | UNTS Warszawa                | 3                            |
| 1985/86                      | Warszawianka                 | 3                            |
| 1984/85                      | Budowlani Poznań             | 2                            |
| 1983/84                      | Marymont Warszawa            | 2                            |
| 1981/82                      | Sarmata Warszawa             | 2                            |

| Mistrzostwa Polski par | Mistrzostwa Polski par | Mistrzostwa Polski par | Mistrzostwa Polski par |
| Rok                    | Kategoria              | Partner                | Pozycja                |
| ---------------------- | ---------------------- | ---------------------- | ---------------------- |
| 2010                   | Open                   | -                      | 1                      |
| 2006                   | Open                   | Apolinary Kowalski     | 1                      |
| 2001                   | Open IMP               | Apolinary Kowalski     | 1                      |
| 2001                   | Open                   | Apolinary Kowalski     | 3                      |
| 1996                   | Open                   | Krzysztof Jassem       | 2                      |

| Mistrzostwa Polski teamów | Mistrzostwa Polski teamów | Mistrzostwa Polski teamów | Mistrzostwa Polski teamów |
| Rok                       | Typ                       | Kategoria                 | Pozycja                   |
| ------------------------- | ------------------------- | ------------------------- | ------------------------- |
| 2000                      | Patton                    | Open                      | 1                         |
| 2000                      | IMP                       | Open                      | 1                         |
| 1998                      | IMP                       | Open                      | 2                         |
| 1983                      | IMP                       | Open                      | 1                         |

| Puchar Polski | Puchar Polski | Puchar Polski |
| Rok           | Drużyna       | Pozycja       |
| ------------- | ------------- | ------------- |
| 1988          | UNTS Warszawa | 1             |

### Olimiady
W olimpiadach uzyskał następujące rezultaty:
| Olimpiady brydżowe. Zawody teamów | Olimpiady brydżowe. Zawody teamów | Olimpiady brydżowe. Zawody teamów   | Olimpiady brydżowe. Zawody teamów | Olimpiady brydżowe. Zawody teamów | Olimpiady brydżowe. Zawody teamów |
| Rok                               | Miejsce                           | Zawody                              | Kategoria                         | Drużyna                           | Pozycja                           |
| --------------------------------- | --------------------------------- | ----------------------------------- | --------------------------------- | --------------------------------- | --------------------------------- |
| 2004                              | Stambuł                           | 12 Olimpiada Teamów                 | Open                              | Poland                            | 17                                |
| 2000                              | Lozanna                           | 3 Mistrzostwa o Wielką Nagrodę MKOL | Open                              | Poland                            | 4                                 |
| 2000                              | Maastricht                        | 11. Olimpiada Brydżowa              | Open                              | Poland                            | 2                                 |
| 1992                              | Salsomaggiore                     | 5 Olimpiada Teamów                  | Open                              | Poland                            | 5                                 |
| 1984                              | Seattle                           | 7 Olimpiada Teamów                  | Open                              | Poland                            | 1                                 |

### Zawody światowe
W światowych zawodach zdobył następujące lokaty:
| Mistrzostwa Świata. Konkurencja teamów | Mistrzostwa Świata. Konkurencja teamów | Mistrzostwa Świata. Konkurencja teamów | Mistrzostwa Świata. Konkurencja teamów | Mistrzostwa Świata. Konkurencja teamów | Mistrzostwa Świata. Konkurencja teamów |
| Rok                                    | Miejsce                                | Zawody                                 | Kategoria                              | Drużyna                                | Pozycja                                |
| -------------------------------------- | -------------------------------------- | -------------------------------------- | -------------------------------------- | -------------------------------------- | -------------------------------------- |
| 2010                                   | Filadelfia                             | 13 Seria Mistrzostw Świata             | Open                                   | Zambonini                              | 33                                     |
| 2007                                   | Szanghaj                               | 38 Mistrzostwa Świata Teamów           | Trans                                  | Rossarski                              | 41                                     |
| 2006                                   | Werona                                 | 12 Mistrzostwa Świata                  | Open                                   | Strul                                  | 33                                     |
| 2003                                   | Monte Carlo                            | 36 Mistrzostwa Świata Teamów           | Tran                                   | Miroglio                               | 21                                     |
| 2002                                   | Montreal                               | 11 Mistrzostwa Świata                  | Open                                   | Kowalski                               | 5                                      |
| 2001                                   | Paryż                                  | 35 Mistrzostwa Świata Teamów           | Trans                                  | Kowalski                               | 4                                      |
| 2000                                   | Southampton                            | 34 Mistrzostwa Świata Teamów           | Open                                   | Poland                                 | 5                                      |
| 1997                                   | Hammamet                               | 33 Mistrzostwa Świata Teamów           | Trans                                  | Jassem                                 | 2                                      |
| 1993                                   | Santiago                               | 31 Mistrzostwa Świata Teamów           | Open                                   | Poland                                 | 6                                      |
| 1986                                   | Miami Beach                            | 7 Mistrzostwa Świata                   | Open                                   | Klukowski                              | 23                                     |

| Mistrzostwa Świata. Konkurencja par | Mistrzostwa Świata. Konkurencja par | Mistrzostwa Świata. Konkurencja par | Mistrzostwa Świata. Konkurencja par | Mistrzostwa Świata. Konkurencja par | Mistrzostwa Świata. Konkurencja par |
| Rok                                 | Miejsce                             | Zawody                              | Kategoria                           | Partner                             | Pozycja                             |
| ----------------------------------- | ----------------------------------- | ----------------------------------- | ----------------------------------- | ----------------------------------- | ----------------------------------- |
| 2010                                | Filadelfia                          | 13 Mistrzostwa Świata               | Open                                | Piotr Gawryś                        | 29                                  |
| 2006                                | Werona                              | 12 Mistrzostwa Świata               | Open                                | Apolinary Kowalski                  | 63                                  |
| 2002                                | Montreal                            | 11 Mistrzostwa Świata               | Open                                | Apolinary Kowalski                  | 14                                  |
| 1998                                | Lille                               | 10 Mistrzostwa Świata               | Open                                | Krzysztof Jassem                    | 34                                  |
| 1990                                | Genewa                              | 8 Mistrzostwa Świata                | Open                                | Apolinary Kowalski                  | 38                                  |

### Zawody europejskie
W europejskich zawodach zdobył następujące lokaty:
| Zawody europejskie. Konkurencja teamów | Zawody europejskie. Konkurencja teamów | Zawody europejskie. Konkurencja teamów  | Zawody europejskie. Konkurencja teamów | Zawody europejskie. Konkurencja teamów | Zawody europejskie. Konkurencja teamów |
| Rok                                    | Miejsce                                | Zawody                                  | Kategoria                              | Drużyna                                | Pozycja                                |
| -------------------------------------- | -------------------------------------- | --------------------------------------- | -------------------------------------- | -------------------------------------- | -------------------------------------- |
| 2013                                   | Ostenda                                | 6. Otwarte Mistrzostwa Europy           | Open                                   | Mazurkiewicz                           | 1                                      |
| 2009                                   | San Remo                               | 4 Otwarte Mistrzostwa Europy            | Open                                   | Sygnity                                | 17                                     |
| 2007                                   | Antalya                                | 3 Otwarte Mistrzostwa Europy            | Open                                   | Miroglio                               | 65                                     |
| 2006                                   | Warszawa                               | 48 Mistrzostwa Europy Teamów            | Open                                   | Poland                                 | 6                                      |
| 2005                                   | Teneryfa                               | 2 Otwarte Mistrzostwa Europy            | Miksty                                 | Kowalski                               | 17                                     |
| 2005                                   | Teneryfa                               | 2 Otwarte Mistrzostwa Europy            | Open                                   | Miroglio                               | 2                                      |
| 2004                                   | Malmo                                  | 47 Mistrzostwa Europy Teamów            | Open                                   | Poland                                 | 3                                      |
| 2003                                   | Mentona                                | 1 Otwarte Mistrzostwa Europy            | Open                                   | Miroglio                               | 3                                      |
| 2002                                   | Warszawa                               | 1 Puchar Europy Teamów                  | Open                                   | Poland                                 | 7                                      |
| 1999                                   | Malta                                  | 44 Mistrzostwa Europy Teamów            | Open                                   | Poland                                 | 6                                      |
| 1992                                   | Ostenda                                | 2 Mistrzostwa Europy Mikstów            | Miksty                                 | Tuszyński                              | 22                                     |
| 1985                                   | Salsomaggiore                          | 37 Mistrzostwa Europy Teamów            | Open                                   | Poland                                 | 8                                      |
| 1978                                   | Stirling                               | 6 Młodzieżowe Mistrzostwa Europy Teamów | Juniorzy                               | Poland                                 | 5                                      |

| Zawody europejskie. Konkurencja par | Zawody europejskie. Konkurencja par | Zawody europejskie. Konkurencja par | Zawody europejskie. Konkurencja par | Zawody europejskie. Konkurencja par | Zawody europejskie. Konkurencja par |
| Rok                                 | Miejsce                             | Zawody                              | Kategoria                           | Partner                             | Pozycja                             |
| ----------------------------------- | ----------------------------------- | ----------------------------------- | ----------------------------------- | ----------------------------------- | ----------------------------------- |
| 2009                                | San Remo                            | 4 Otwarte Mistrzostwa Europy        | Open                                | Włodzimierz Starkowski              | 47                                  |
| 2007                                | Antalya                             | 3 Otwarte Mistrzostwa Europy        | Open                                | Apolinary Kowalski                  | 65                                  |
| 2005                                | Teneryfa                            | 2 Otwarte Mistrzostwa Europy        | Mikst                               | Anna Sarniak                        | 58                                  |
| 2005                                | Teneryfa                            | 2 Otwarte Mistrzostwa Europy        | Open                                | Apolinary Kowalski                  | 1                                   |
| 2003                                | Mentona                             | 1 Otwarte Mistrzostwa Europy        | Open                                | Włodzimierz Starkowski              | 7                                   |
| 2001                                | Sorento                             | 11 Mistrzostwa Europy Par           | Open                                | Krzysztof Jassem                    | 40                                  |
| 1999                                | Warszawa                            | 10 Mistrzostwa Europy Par           | Open                                | Krzysztof Jassem                    | 7                                   |
| 1997                                | Haga                                | 9 Mistrzostwa Europy Par            | Open                                | Krzysztof Jassem                    | 84                                  |
| 1993                                | Bielefeld                           | 7 Mistrzostwa Europy Par            | Open                                | Dariusz Kowalski                    | 27                                  |
| 1992                                | Ostenda                             | 2 Mistrzostwa Europy Mikstów        | Mikst                               | Maria Macieszczak                   | 38                                  |
| 1991                                | Montecatini                         | 6 Mistrzostwa Europy Par            | Open                                | Apolinary Kowalski                  | 14                                  |
| 1990                                | Bordeaux                            | 1 Mistrzostwa Europy Mikstów        | Mikst                               | Aldona Chrenowska                   | 97                                  |
| 1989                                | Salsomaggiore                       | 5 Mistrzostwa Europy Par            | Open                                | Jacek Romański                      | 14                                  |
| 1980                                | Monte Carlo                         | 2 Mistrzostwa Europy Par            | Juniorzy                            | Piotr Gawryś                        | 2                                   |